# Frederik Zeuthen
Frederik Zeuthen, född 1888, död 1959, var en dansk nationalekonom.
Frederik Zeuthen har fått en teoretisk modell kallad Zeuthens förhandlingsmodell uppkallad efter sig. Han var professor vid Köpenhamns universitet 1930-58. År 1946 utnämndes han till hedersdoktor vid Aarhus universitet.
Sedan år 1964 utdelas årligen Zeuthenpriset till professor Zeuthens minne. Priset som är på 10 000 danska kronor har som syfte att uppmuntra studerande av statsvetenskap vid ekonomiska institutet vid Köpenhamns universitet till att utarbeta en artikel inom deras specialämne. Priset finansieras via räntor från en fond efter fru Else Zeuthen samt medel som insamlades av medlemmar i socialekonomiska samfundet vid Frederik Zeuthens sjuttioårsdag.